# 结构材料
材料按其应用一般可以分为两大类：结构材料和功能材料。结构材料就是具有较好的力学性能（比如强度、韧性及高温性能等等）用作结构件的材料。而具有特殊的电、磁、热、光等物理性能或化学性能的材料则可以统称为功能材料。
最常用的结构材料是各种牌号的钢材。

## 鐵

### 熟鐵
熟鐵是最簡單的鐵，幾乎是純鐵（通常含碳量低於0.15%）。它通常含有一些爐渣。熟鐵的用途幾乎已經完全過時，也不再進行商業化生產。
鍛鐵不耐火。它延展性好，韌性強，不像鋼那樣容易腐蝕。

### 鑄鐵
鑄鐵是一種脆性鐵，抗拉強度小於抗壓強度。它熔點相對較低，流動性好，可鑄造性好，機械加工性能優異，耐磨性也很好。雖然在建築結構領域，鑄鐵幾乎完全被鋼材取代，但它已成為一種用途廣泛的工程材料，包括管道、機械和汽車零件。
鑄鐵雖然熔點低，但在火中仍能保持高強度。鑄鐵通常含有約95%的鐵、2.1%至4%的碳和1%至3%的矽。它不像鋼那樣容易腐蝕。

### 鋼
鋼是一種含碳量可控（碳含量在 0.0 至 1.7% 之間）的鐵合金。
由於鋼材成本相對較低、強度重量比高且施工速度快，因此廣泛應用於各類結構。
鋼是一種延展性材料，在達到屈服點（應力-應變曲線上的點2）之前，其行為呈彈性，此時鋼將變為塑性，並以延展性方式失效（在曲線上的點3處斷裂之前，發生較大的應變或延伸）。鋼在拉伸和壓縮狀態下的強度相同。
鋼材易燃，因此大多數建築都必須採取防護措施。儘管鋼結構建築的強度重量比很高，但其熱品質與類似的混凝土建築相當。
鋼的彈性模量約為205GPa。
鋼容易腐蝕（生鏽）。

### 不銹鋼
不鏽鋼是一種鐵碳合金，鉻含量至少10.5%。不銹鋼有多種類型，其鐵、碳、鉬和鎳的含量比例各不相同。不銹鋼的結構特性與鋼相似，但強度差異很大。
它很少用於主要結構，更多用於建築裝飾和建築覆層。
它具有很強的抗腐蝕和抗污染能力。

## 鋁

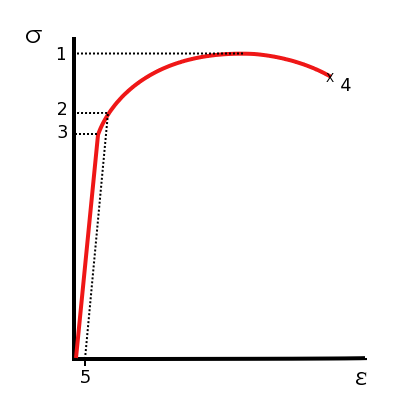
鋁的典型應力與應變曲線
1. 極限強度
2. 屈服強度
3. 比例極限應力
4. 斷裂
5. 偏移應變（通常為 0.002）。

鋁是一種柔軟、輕盈且延展性極佳的金屬。純鋁的屈服強度為7至11兆帕，而鋁合金的屈服強度則在200至600兆帕之間。鋁的密度和剛度約為鋼的三分之一。鋁具有延展性，易於加工、鑄造和擠壓。
當金屬暴露在空氣中時，表面會形成一層薄薄的氧化鋁層，有效防止進一步氧化，因此具有優異的耐腐蝕性。即使是強度最高的鋁合金，由於會與合金銅發生電化學反應，其耐腐蝕性也較差。
鋁因其良好的強度重量比，廣泛應用於一些建築結構（主要是外牆），並在飛機工程中廣泛使用。鋁是一種相對昂貴的材料。
在飛機上它正逐漸被碳複合材料所取代。

## 石工
砌體在建築結構中的應用已有數千年歷史，其形式包括石材、磚塊或砌塊。砌體抗壓強度極高，但無法承受拉力（因為磚塊或砌塊之間的砂漿無法承受拉力）。由於無法承受結構拉力，砌體牆也無法承受彎曲，因此在相對較小的高度，砌體牆會變得不穩定。高層砌體結構需要透過扶壁（例如歐洲許多中世紀教堂中常見的飛扶壁）或風柱來穩定橫向荷載。
歷史上，砌體建造時不使用砂漿，或使用石灰砂漿。現代則使用水泥基砂漿。砂漿將砌塊黏合在一起，並使砌塊之間的界面更加平滑，避免可能導致開裂的局部點荷載。
自從混凝土廣泛使用以來，石材很少被用作主要結構材料，通常僅作為覆層使用，因為其成本高且生產技術要求高。磚塊和混凝土塊已經取代了它。
砌體與混凝土類似，具有良好的隔音性能和較高的熱質量，但生產能耗通常較低。但其運輸能耗與混凝土相當。

## 木材
木材是最古老的結構材料，雖然如今已被鋼材、磚石和混凝土等材料所取代，但仍在大量建築中使用。木材的特性具有非線性，且變化很大，取決於木材的品質、處理方式和供應木材的類型。木結構的設計很大程度上依賴經驗證據。
木材抗拉抗壓性能強，但由於其纖維結構，抗彎性能較弱。木材在火災中表現相對較好，因為它會燒焦，這為構件中心的木材提供了一定的保護，並使結構在相當長的時間內保持一定的強度。

## 複合材料
複合材料在車輛和飛機結構中的應用日益廣泛，在其他結構中也有一定的應用。它們在橋樑中的應用也日益廣泛，尤其是在保護古老建築方面，例如建於1818年的科爾波特鑄鐵橋。複合材料通常具有各向異性（在不同方向上具有不同的材料特性），因為它們可能是層狀材料。它們通常表現出非線性行為，在過載時會以脆性方式失效。
它們具有極佳的強度重量比，但價格也非常昂貴。其製造流程通常採用擠壓成型，目前無法提供混凝土或鋼材那樣的經濟彈性。在結構應用中，最常用的是玻璃纖維增強塑膠。